# Václav Lídl
Václav Lídl (* 5. November 1922 in Brünn, Tschechoslowakei; † 10. August 2004 in Prag, Tschechische Republik) war ein tschechischer Komponist.

## Leben
Aus einer Familie international renommierter tschechischer Instrumentenbauer stammend, absolvierte Václav Lidl nach dem Abitur die Handelsakademie und eine Ausbildung zum Werkzeugmacher. Nach dem Ende des Zweiten Weltkriegs studierte er bis 1948 Komposition bei Jaroslav Kvapil am Brünner Konservatorium. In der Folge arbeitete er  in der Instrumentenfirma seines Vaters, ehe er sich nach deren Enteignung durch die kommunistischen Behörden ab 1951 ganz dem Komponieren widmete.
Einen Schwerpunkt in Lídls Schaffens bildete zunächst Musik zu Kurz-, Animations- und Spielfilmen, darunter der Zeichentrickserie nach Václav Čtvrteks Der brave Räuber Fürchtenix (O loupežníku Rumcajsovi), die nach der Ausstrahlung in der Tschechoslowakei, Polen und der DDR ab 1971 durch das Fernsehprogramm der ARD auch in der BRD gesendet wurde. Parallel dazu widmete er sich auch in hohem Maß Musik für Kinder und Jugendliche sowie Musik für den Konzertsaal, während ihm das Musiktheater weitgehend fremd blieb. Václav Lídl starb 2004 und wurde im Familiengrab auf dem Brünner Zentralfriedhof beigesetzt.

## Werke (Auswahl)

### Orchester
- Sinfonie Nr. 1 (1965)
- Sinfonie Nr. 2 für kleines Orchester (1975)
- Sinfonie Nr. 3 (1979)
- Ballade eines Junimorgens – Lidice 1942 (1982)
- Serenade für Streichorchester (1982)
- Suita rustica für Kammerorchester (1983)
- Rapsodia romantica „Sibirische Metamorphosen für großes Orchester und Klavier“ (1985)
- Konzert für Trompete und Orchester (1987)

### Solo, Duo und Kammermusik
- Streichquartett Nr. 1 (1948)
- Divertimento für Bläsertrio (1963)
- Cantus variabilis für Violine, Klarinette und Klavier (1968)
- Streichquartett Nr. 3 (1969)
- Ferienlager. Suite für zwei Trompeten und Posaune (1969)
- Der brave Räuber Fürchtenix oder Bei Rumcajs in Raholec. Klavierstücke nach der Zeichentrickserie (1974)
- Suita rustica für Flöte, Oboe, Violine, Viola, Violoncello und Klavier (1977)
- Variazioni giocoso für Fagott und Klavier (1978)

### Vokalmusik
- Löwenzahn. Liederzyklus nach Gedichten von František Hrubín für Sopran, Flöte und Harfe (1966)
- Hic homo sum. Kantate nach lateinischen Texten von Josef Jelen für Tenor, gemischten Chor, Klavier und zwei Schlagzeuger nach (1969)
- Goldenes Schloss. Drei Liebeslieder nach französischer Volkspoesie für Sopran, Flöte und Harfe (1970)
- Die Trommel schlägt. Vokalsinfonie nach Worten aus Volkspoesie für Kindersolisten und großes Orchester (1974)
- Für tausend Blümlein. Zyklus nach Texten von František Branislav und Jaroslav Seifert für Kinderchor und Instrumentalensemble (1976)
- Es ist still im Land. Liederzyklus nach Worten tschechischer Dichter für Bariton und Hornquartett (1980)
- Die Brücke nach Worten von Dagmar Ledečová für gemischten Chor (1984)
- Lied vom Krieg nach Worten von Jaroslav Seifert für Männerchor (1985)

### Filmmusik
- Prípad jeste nekoncí (Der Fall ist noch nicht abgeschlossen). Kriminalfilm, Regie: Ladislav Rychman (1957)
- Kruh (Der Ring). Spielfilm, Regie: Ladislav Rychman (1959)
- Černá sobota (Schwarzer Sonnabend). Kriminalfilm, Regie: Miroslav Hubácek (1961)[3]
- Strach (Angst). Kriminalfilm, Regie: Petr Schulhoff (1963)
- Unter dem Pseudonym Victor Little: Alice of Wonderland in Paris. Animationsfilm, Regie: Gene Deitch (1966)
- O loupezníku Rumcajsovi, deutscher Synchrontitel: Der brave Räuber Fürchtenix. Zeichentrickserie (ab 1967)